# Bertone Genesis
La Bertone Genesis, chiamato anche Lamborghini Bertone Genesis, è una concept car realizzata dalla carrozzeria italiana Bertone per la casa automobilistica Lamborghini nel 1988. Fu esposto per la prima volta al pubblico al Salone dell'Auto di Torino nel 1988.

## Descrizione
Il Genesis è un minivan a cinque porte ed è dotata di portiere con apertura ad ali di gabbiano nella parte anteriore e scorrevoli nella parte inferiore. Era alimentato dallo stesso motore V12 da 5,2 litri da 455 CV della Lamborghini Countach Quattrovalvole montato anteriormente, accoppiato a un cambio automatico TorqueFlite a 3 velocità che trasferiva la potenza alle ruote posteriori. La Genesis era molto più lenta della Countach, a causa del maggior peso di circa 1.800 kg e dei rapporti più corti dalla trasmissione automatica a 3 velocità di origine Chrysler. La vettura non entrò mai in produzione, rimanendo allo stadio prototipale. Oggi il veicolo fa parte della Collezione Bertone ASI.